# Diplazium schkuhrii
Diplazium schkuhrii är en majbräkenväxtart som beskrevs av John Smith.
Diplazium schkuhrii ingår i släktet Diplazium och familjen Athyriaceae. Inga underarter finns listade i Catalogue of Life.